# Ruby Trollman
Ruby Trollman es un personaje de ficción en la serie de televisión animanada estadounidense Trollz. Ella es un miembro de MAPTLV (Mejores Amigas Para Toda La Vida), un grupo de chicas adolescentes quienes son capaces de utilizar la antigua magia conocida como el "Poder de los Cinco". 

## Personalidad
Ruby puede ser extremadamente mandona y egocéntrica, lo cual es la razón por la que ella se nombra a sí misma la líder de MAPTLV. Ella tiene la tendencia de decir lo que está pensando, usualmente sin pensar en las consecuencias de sus acciones antes de tiempo. Ella adora ser coqueta y puede volverse extremadamente celosa de otras personas. A pesar de esos defectos, ella nunca dejará que nadie moleste a sus amigas y siempre estará para ellas en una mala situación.
Su comida favorita es el helado de menta con chispas de chocolate y sus pasatiempos incluyen arreglar su cabello, ir de compras, y examinar a los chicos lindos. A ella le gusta Rock, hacer hechizos de bromas, hablar por teléfono, ir de compras, y su gato mascota Za-Za. Su color natural de cabello es castaño, pero ella lo tiñó de su color favorito, rojo. Su piedra es una estrella roja, la cual hace juego con su cabello, camisa, y brazalete.
- Datos: Q6305703